# Зруб-Комарівська сільська рада
Зруб-Комарі́вська сільська́ ра́да — адміністративно-територіальна одиниця та орган місцевого самоврядування у Сторожинецькому районі Чернівецької області. Адміністративний центр — село Зруб-Комарівський.

## Загальні відомості
- Населення ради: 1 451 особа (станом на 2001 рік)

## Населені пункти
Сільській раді були підпорядковані населені пункти:
- с. Зруб-Комарівський

## Склад ради
Рада складалася з 16 депутатів та голови.
- Голова ради: Сумарюк Володимир Ілліч

### Керівний склад попередніх скликань
| Прізвище, ім'я, по батькові | Основні відомості                                                 | Дата обрання | Дата звільнення |
| --------------------------- | ----------------------------------------------------------------- | ------------ | --------------- |
| Сумарюк Володимир Ілліч     | Сільський голова, 1960 року народження, освіта вища, безпартійний | 26.03.2006   | 31.10.2010      |
| Сумарюк Володимир Ілліч     | Сільський голова, 1960 року народження, освіта вища, безпартійний | 31.10.2010   |                 |

Примітка: таблиця складена за даними сайту Верховної Ради України

### Депутати
За результатами місцевих виборів 2010 року депутатами ради стали:

#### За суб'єктами висування
| Суб'єкт висування | Кількість обраних депутатів | %   |
| ----------------- | --------------------------- | --- |
| Самовисування     | 16                          | 100 |

#### За округами
| № округу | Прізвище, ім'я, по батькові      | Дата визнання обраним | Освіта             | Партійна приналежність                        | Відомості про обраного депутата                                       |
| -------- | -------------------------------- | --------------------- | ------------------ | --------------------------------------------- | --------------------------------------------------------------------- |
| 1        | Крушельницький Микола Васильович | 02.11.2010            | середня            | позапартійний                                 | тимчасово не працює                                                   |
| 2        | Фальоса Григорій Петрович        | 02.11.2010            | середня            | член Політичної партії «Народна Самооборона»  | Зруб-Комарівське лісництво, лісник                                    |
| 3        | Фуштей Степанія Тодорівна        | 02.11.2010            | середня            | член Всеукраїнського об'єднання «Батьківщина» | Зруб-Комарівська сільська рада, секретар                              |
| 4        | Біньовський Сергій Володимирович | 02.11.2010            | вища               | член Політичної партії «Народна Самооборона»  | тимчасово не працює                                                   |
| 5        | Орендович Микола Романович       | 02.11.2010            | вища               | член Народної партії                          | Зруб-Комарівське лісництво, лісничий                                  |
| 6        | Орендович Василь Миколайович     | 02.11.2010            | середня спеціальна | позапартійний                                 | Зруб-Комарівське лісництво, лісник                                    |
| 7        | Чепига Богдана Миколаївна        | 02.11.2010            | середня спеціальна | позапартійна                                  | Зруб-Комарівська амбулаторія, сімейна медсестра                       |
| 8        | Орендович Юліан Романович        | 02.11.2010            | середня спеціальна | позапартійний                                 | пенсіонер                                                             |
| 9        | Сумарюк Ростислава Захарівна     | 02.11.2010            | вища               | позапартійна                                  | Зруб-Комарівський дошкільний навчальний заклад «Казочка», завідувачка |
| 10       | Доскалюк Сергій Костянтинович    | 02.11.2010            | вища               | позапартійний                                 | приватний підприємець                                                 |
| 11       | Доскалюк Тетяна Іванівна         | 02.11.2010            | вища               | позапартійна                                  | Зруб-Комарівська загальноосвітня школа, вчитель                       |
| 12       | Сумарюк Іван Миколайович         | 02.11.2010            | середня спеціальна | позапартійний                                 | ТОВ «Зрубське-2», єгерь УТМР                                          |
| 13       | Лупан Василь Петрович            | 02.11.2010            | середня            | позапартійний                                 | приватний підприємець                                                 |
| 14       | Павлюк Василь Миколайович        | 02.11.2010            | вища               | позапартійний                                 | Зруб-Комарівська загальноосвітня школа, завуч                         |
| 15       | Стоян Василь Миколайович         | 02.11.2010            | середня            | позапартійний                                 | приватний підприємець                                                 |
| 16       | Лупан Леонід Сидорович           | 02.11.2010            | середня            | позапартійний                                 | приватний підприємець                                                 |